# Persone di nome Anders
| Questa pagina contiene informazioni ricavate automaticamente dalle voci biografiche con l'ausilio del template Bio e di un bot. L'aggiornamento è periodico e automatico e ricostruisce completamente la pagina. Se manca una persona in questa lista, sei pregato di non aggiungerla, ma accertati piuttosto che la sua voce biografica contenga il template Bio e che i dati anagrafici siano correttamente compilati. Se il template Bio manca, inseriscilo tu stesso o, in alternativa, metti l'avviso {{tmp\|Bio}} che ne segnala la mancanza. Se i dati riportati sono sbagliati, correggi direttamente la voce biografica; le modifiche saranno visibili in questa lista entro pochi giorni. Per chiarimenti vedi il progetto antroponimi. La lista contiene solo le 167 persone che sono citate nell'enciclopedia e per le quali è stato implementato correttamente il template Bio. Pagina aggiornata al 6 ago 2025. |

Questa è una lista di persone presenti nell'enciclopedia che hanno il nome Anders, suddivise per attività principale.

## Allenatori di calcio(7)
- Anders Bååth, allenatore di calcio e ex calciatore svedese (Järfälla, n. 1991)
- Anders Fægri, allenatore di calcio e ex calciatore norvegese (Hønefoss, n. 1948)
- Anders Grönhagen, allenatore di calcio e ex calciatore svedese (Gudmundrå, n. 1953)
- Anders Jacobsen, allenatore di calcio e ex calciatore norvegese (Oslo, n. 1968)
- Anders Linderoth, allenatore di calcio e ex calciatore svedese (Kristianstad, n. 1950)
- Anders Svela, allenatore di calcio e calciatore norvegese (Sandnes, n. 1939 - † 2010)
- Anders Torstensson, allenatore di calcio svedese (n. 1966)

## Allenatori di hockey su ghiaccio(1)
- Anders Eldebrink, allenatore di hockey su ghiaccio e ex hockeista su ghiaccio svedese (Morjärv, n. 1960)

## Allenatori di sci alpino(2)
- Anders Andersson, allenatore di sci alpino e ex sciatore alpino svedese (n. 1968)
- Anders Nilsson, allenatore di sci alpino e ex sciatore alpino svedese (n. 1980)

## Anatomisti(1)
- Anders Adolf Retzius, anatomista e antropologo svedese (Lund, n. 1796 - Stoccolma, † 1860)

## Arbitri di calcio(1)
- Anders Johansen, arbitro di calcio norvegese (Brevik, n. 1982)

## Arcivescovi cattolici(1)
- Anders Sunesen, arcivescovo cattolico danese († 1228)

## Arcivescovi luterani(1)
- Anders Wejryd, arcivescovo luterano svedese (Falköping, n. 1948)

## Astronomi(2)
- Anders Severin Donner, astronomo finlandese (Kokkola, n. 1854 - Helsinki, † 1938)
- Anders Johan Lexell, astronomo e matematico russo (Turku, n. 1740 - San Pietroburgo, † 1784)

## Attori(8)
- Anders Danielsen Lie, attore norvegese (Oslo, n. 1979)
- Anders Ek, attore svedese (Göteborg, n. 1916 - Stoccolma, † 1979)
- Anders Henrikson, attore, regista e sceneggiatore svedese (Stoccolma, n. 1896 - Stoccolma, † 1965)
- Anders Holm, attore e sceneggiatore statunitense (Evanston, n. 1981)
- Anders Mossling, attore svedese (Vallentuna, n. 1963)
- Anders Randolf, attore danese (Viborg, n. 1870 - Hollywood, † 1930)
- Anders Hove, attore groenlandese (Aasiaat, n. 1956)
- Anders Åberg, attore svedese (Göteborg, n. 1948 - † 2020)

## Attori teatrali(1)
- Anders de Wahl, attore teatrale svedese (Stoccolma, n. 1869 - † 1956)

## Batteristi(3)
- Anders Jivarp, batterista svedese (Göteborg, n. 1973)
- Anders Johansson, batterista svedese (Göteborg, n. 1962)
- Anders Nordin, batterista, polistrumentista e paroliere svedese (Rio de Janeiro, n. 1974)

## Botanici(1)
- Anders Dahl, botanico svedese (Varnhem, n. 1751 - Turku, † 1789)

## Calciatori(38)
- Anders Andersson, ex calciatore svedese (Tomelilla, n. 1974)
- Anders Bærtelsen, calciatore danese (Støvring, n. 2000)
- Jonatan Berg, ex calciatore svedese (Torsby, n. 1985)
- Jacob Bergström, calciatore svedese (Karlskrona, n. 1995)
- Anders Blomqvist, ex calciatore svedese (Vetlanda, n. 1977)
- Anders Møller Christensen, ex calciatore danese (n. 1977)
- Anders Christiansen, calciatore danese (Copenaghen, n. 1990)
- Anders Eggen, ex calciatore norvegese (n. 1958)
- Anders Eriksson, ex calciatore finlandese (Mariehamn, n. 1965)
- Anders Farstad, ex calciatore norvegese (Ålesund, n. 1951)
- Anders Friberg, ex calciatore svedese (Lund, n. 1975)
- Anders Hagelskjær, calciatore danese (Herning, n. 1997)
- Anders Hasselgård, ex calciatore norvegese (Molde, n. 1978)
- Anders K. Jacobsen, calciatore danese (n. 1989)
- Anders Jenssen, calciatore norvegese (Harstad, n. 1993)
- Anders Juliussen, ex calciatore norvegese (Moss, n. 1976)
- Anders Kaagh, ex calciatore danese (Grenå, n. 1986)
- Anders Klynge, calciatore danese (Odense, n. 2000)
- Anders Konradsen, calciatore norvegese (Bodø, n. 1990)
- Anders Kristiansen, ex calciatore norvegese (Stavanger, n. 1990)
- Anders Dreyer, calciatore danese (Bramming, n. 1998)
- Valter Lidén, calciatore svedese (Göteborg, n. 1887 - Göteborg, † 1969)
- Anders Limpar, ex calciatore svedese (Solna, n. 1965)
- Anders Lindegaard, ex calciatore danese (Odense, n. 1984)
- Anders Ljungberg, ex calciatore svedese (n. 1947)
- Anders Michelsen, ex calciatore norvegese (n. 1970)
- Anders Ohlsson, ex calciatore svedese (n. 1959)
- Anders Østli, ex calciatore norvegese (Fredrikstad, n. 1983)
- Anders Palmér, ex calciatore svedese (Malmö, n. 1960)
- Anders Prytz, ex calciatore svedese (n. 1976)
- Anders Rambekk, ex calciatore norvegese (Kristiansand, n. 1976)
- Anders Randrup, ex calciatore danese (Herlev, n. 1988)
- Anders Rotevatn, ex calciatore norvegese (Drammen, n. 1978)
- Anders Rydberg, calciatore svedese (Göteborg, n. 1903 - † 1989)
- Anders Stadheim, ex calciatore norvegese (Sogndal, n. 1980)
- Anders Svensson, ex calciatore svedese (Göteborg, n. 1976)
- Anders Trondsen, calciatore norvegese (Lillehammer, n. 1995)
- Anders Wikström, ex calciatore svedese (Gävle, n. 1981)

## Cantanti(4)
- Nicke Andersson, cantante, chitarrista e batterista svedese (n. 1972)
- Anders Frandsen, cantante e conduttore televisivo danese (Copenaghen, n. 1960 - Copenaghen, † 2012)
- Markus Krunegård, cantante svedese (Norrköping, n. 1979)
- Pugh Rogefeldt, cantante svedese (Västerås, n. 1947 - Slite, † 2023)

## Cestisti(1)
- Anders Grönlund, cestista svedese (n. 1943 - † 2024)

## Chimici(2)
- Anders Gustaf Ekeberg, chimico svedese (Stoccolma, n. 1767 - Uppsala, † 1813)
- Anders Jahan Retzius, chimico, botanico e entomologo svedese (Kristianstad, n. 1742 - Stoccolma, † 1821)

## Chitarristi(2)
- Anders Høvyvik Hidle, chitarrista, cantante e compositore norvegese (n. 1979)
- Anders Nyström, chitarrista svedese (Stoccolma, n. 1975)

## Ciclisti su strada(5)
- Anders Foldager, ciclista su strada danese (Skive, n. 2001)
- Anders Halland Johannessen, ciclista su strada, mountain biker e ciclocrossista norvegese (Drøbak, n. 1999)
- Anders Jarl, ex ciclista su strada svedese (Stoccolma, n. 1965)
- Anders Lund, ex ciclista su strada danese (Copenaghen, n. 1985)
- Anders Skaarseth, ciclista su strada norvegese (Lillehammer, n. 1995)

## Compositori(1)
- Ture Rangström, compositore, critico musicale e direttore d'orchestra svedese (Stoccolma, n. 1884 - † 1947)

## Contrabbassisti(1)
- Anders Jormin, contrabbassista e compositore svedese (Jönköping, n. 1957)

## Dirigenti sportivi(2)
- Anders Besseberg, dirigente sportivo e ex sciatore nordico norvegese (n. 1946)
- Anders Giske, dirigente sportivo e ex calciatore norvegese (Kristiansund, n. 1959)

## Entomologi(1)
- Anders Gustaf Dahlbom, entomologo svedese (Contea di Östergötland, n. 1806 - † 1859)

## Filosofi(2)
- Anders Chydenius, filosofo finlandese (Sotkamo, n. 1729 - Kokkola, † 1803)
- Anders Vilhelm Lundstedt, filosofo svedese (n. 1882 - † 1955)

## Fisici(3)
- Anders Jonas Ångström, fisico svedese (Lögdö, n. 1814 - Uppsala, † 1874)
- Anders Knutsson Ångström, fisico svedese (Stoccolma, n. 1888 - Västerleds, † 1981)
- Anders Celsius, fisico e astronomo svedese (Uppsala, n. 1701 - Uppsala, † 1744)

## Fondisti(5)
- Anders Aukland, fondista e ex mezzofondista norvegese (Tønsberg, n. 1972)
- Anders Eide, ex fondista norvegese (Snåsa, n. 1971)
- Anders Gløersen, fondista norvegese (n. 1986)
- Anders Högberg, ex fondista svedese (Skellefteå, n. 1976)
- Gunnar Samuelsson, fondista svedese (Lima, n. 1927 - Lima, † 2007)

## Fotografi(1)
- Anders Petersen, fotografo svedese (Solna, n. 1944)

## Generali(1)
- Anders Fredrik Skjöldebrand, generale svedese (Algeri, n. 1757 - Stoccolma, † 1834)

## Ginnasti(3)
- Anders Hylander, ginnasta svedese (Östad, n. 1883 - Stoccolma, † 1967)
- Boo Kullberg, ginnasta svedese (Stoccolma, n. 1889 - Bromma, † 1962)
- Anders Moen, ginnasta norvegese (n. 1887 - † 1966)

## Giocatori di beach volley(2)
- Jonatan Hellvig, giocatore di beach volley svedese (Lidingö, n. 2001)
- Anders Mol, giocatore di beach volley norvegese (Stord, n. 1997)

## Giocatori di football americano(1)
- Anders Carlson, giocatore di football americano statunitense (Colorado Springs, n. 1998)

## Hockeisti su ghiaccio(7)
- Per-Johan Axelsson, ex hockeista su ghiaccio svedese (Kungälv, n. 1975)
- Anders Bastiansen, ex hockeista su ghiaccio norvegese (Oslo, n. 1980)
- Anders Kallur, ex hockeista su ghiaccio, allenatore di hockey su ghiaccio e dirigente sportivo svedese (Ludvika, n. 1952)
- Anders Lee, hockeista su ghiaccio statunitense (Edina, n. 1990)
- Anders Lindbäck, hockeista su ghiaccio svedese (Gävle, n. 1988)
- Anders Myrvold, ex hockeista su ghiaccio norvegese (Lørenskog, n. 1975)
- Börje Salming, hockeista su ghiaccio svedese (Kiruna, n. 1951 - Nacka, † 2022)

## Imprenditori(1)
- Anders Holch Povlsen, imprenditore danese (Ringkøbing, n. 1972)

## Informatici(1)
- Anders Hejlsberg, informatico danese (Copenaghen, n. 1960)

## Lottatori(3)
- Anders Ahlgren, lottatore svedese (Malmö, n. 1888 - Malmö, † 1976)
- Anders Andersen, lottatore danese (Copenaghen, n. 1881 - Copenaghen, † 1961)
- Anders Larsson, lottatore svedese (Varberg, n. 1892 - Göteborg, † 1945)

## Matematici(1)
- Anders Björner, matematico svedese (Stoccolma, n. 1947)

## Medici(2)
- Anders Kempe, medico e filosofo svedese (Västergötland, n. 1622 - Altona, † 1689)
- Anders Nordström, medico svedese (n. 1960)

## Musicisti(5)
- Anders Björler, musicista svedese (n. 1973)
- Anders Iwers, musicista e bassista svedese (Göteborg, n. 1972)
- Anders Manga, musicista e cantante statunitense (Asheville, n. 1973)
- Peter Svensson, musicista e produttore discografico svedese (Huskvarna, n. 1974)
- Trentemøller, musicista danese (Vordingborg, n. 1974)

## Naturalisti(1)
- Anders Erikson Sparrman, naturalista svedese (Spånga-Tensta, n. 1748 - Stoccolma, † 1820)

## Nuotatori(2)
- Anders Holmertz, ex nuotatore svedese (Motala, n. 1968)
- Anders Lyrbring, ex nuotatore svedese (Göteborg, n. 1978)

## Orientisti(1)
- Anders Nordberg, orientista norvegese (Skien, n. 1978)

## Paleontologi(1)
- Anders Birger Bohlin, paleontologo svedese (Uppsala - Borlänge, † 1990)

## Pallamanisti(1)
- Anders Zachariassen, pallamanista danese (n. 1991)

## Pallanuotisti(1)
- Folke Eriksson, pallanuotista svedese (Västerås, n. 1925 - Advance, † 2008)

## Pentatleti(1)
- Anders Marcusson, pentatleta svedese (n. 1977)

## Piloti di rally(3)
- Anders Jæger, copilota di rally norvegese (Oslo, n. 1989)
- Anders Kulläng, pilota di rally svedese (Karlstad, n. 1943 - Huay Yang, † 2012)
- Patrik Sandell, pilota di rally svedese (Östersund, n. 1982)

## Piloti motociclistici(2)
- Anders Eriksson, pilota motociclistico svedese (n. 1973)
- Anders Rasmussen, pilota motociclistico danese (n. 1968)

## Pittori(2)
- Anders Andersen-Lundby, pittore danese (Lundby, n. 1841 - Monaco di Baviera, † 1923)
- Anders Zorn, pittore svedese (Mora, n. 1860 - Mora, † 1920)

## Poeti(1)
- Anders Österling, poeta svedese (Helsingborg, n. 1884 - Stoccolma, † 1981)

## Politici(5)
- Anders Adlercreutz, politico finlandese (Helsinki, n. 1970)
- Antti Hackzell, politico finlandese (Mikkeli, n. 1881 - † 1946)
- Anders Sandøe Ørsted, politico danese (Rudkøbing, n. 1778 - Copenaghen, † 1860)
- Anders Fogh Rasmussen, politico danese (Ginnerup, n. 1953)
- Anders Vistisen, politico danese (Viborg, n. 1987)

## Pugili(1)
- Anders Petersen, pugile danese (n. 1902 - † 1966)

## Rapper(1)
- Oral Bee, rapper norvegese (n. 1979)

## Registi(1)
- A. W. Sandberg, regista e sceneggiatore danese (Viborg, n. 1887 - Bad Nauheim, † 1938)

## Saltatori con gli sci(3)
- Anders Bardal, ex saltatore con gli sci norvegese (Levanger, n. 1982)
- Anders Fannemel, saltatore con gli sci norvegese (Hornindal, n. 1991)
- Anders Jacobsen, ex saltatore con gli sci norvegese (Hønefoss, n. 1985)

## Sceneggiatori(1)
- Anders Thomas Jensen, sceneggiatore e regista danese (Frederiksværk, n. 1972)

## Sciatori alpini(3)
- Anders Hansson, ex sciatore alpino svedese (n. 1950)
- Anders Holmström, ex sciatore alpino svedese (n. 1979)
- Anders Lundqvist, ex sciatore alpino svedese (n. 1968)

## Sciatori nordici(1)
- Anders Haugen, sciatore nordico statunitense (Bø, n. 1888 - Yucaipa, † 1984)

## Scrittori(4)
- Anders Bodelsen, scrittore danese (Frederiksberg, n. 1937 - † 2021)
- Anders Bording, scrittore danese (Ribe, n. 1619 - Copenaghen, † 1677)
- Anders Olsson, scrittore, poeta e storico della letteratura svedese (Huddinge, n. 1949)
- Anders de la Motte, scrittore svedese (Billesholm, n. 1971)

## Statistici(1)
- Anders Nicolai Kiær, statistico norvegese (Drammen, n. 1838 - Oslo, † 1919)

## Tennisti(1)
- Anders Järryd, ex tennista svedese (Göteborg, n. 1961)

## Teologi(1)
- Anders Arrebo, teologo danese (Aerøskjøbing, n. 1587 - Vordinborg, † 1637)

## Terroristi(1)
- Anders Breivik, terrorista norvegese (Oslo, n. 1979)

## Tiratori a segno(1)
- Anders Peter Nielsen, tiratore a segno danese (Århus, n. 1867 - Copenaghen, † 1950)

## Tiratori a volo(1)
- Anders Golding, tiratore a volo danese (Aalborg, n. 1984)

## Senza attività specificata(1)
- Fredrik Sterner, ex snowboarder svedese (Leksand, n. 1978)